# バットフィッシュ (原子力潜水艦)
|          |                                   |
| 艦歴     |                                   |
| 発注     | 1968年6月25日                     |
| 起工     | 1970年2月9日                      |
| 進水     | 1971年10月9日                     |
| 就役     | 1972年9月1日                      |
| 退役     | 1999年3月17日                     |
| 除籍     | 1999年3月17日                     |
| その後   | 原子力艦再利用プログラム          |
| 性能諸元 |                                   |
| 排水量   | 基準：4,195トン、 満載：4,501トン |
| 全長     | 89 m (292 ft)                     |
| 全幅     | 9.7 m (32 ft)                     |
| 吃水     | 8.8 m (29 ft)                     |
| 機関     | S5W reactor, S3G3 Modified Core   |
| 最大速   | 25 ノット                         |
| 乗員     | 士官14名、兵員98名                |
| 兵装     | 21インチ魚雷発射管4基             |
| モットー |                                   |

バットフィッシュ (USS Batfish, SSN-681) は、アメリカ海軍の原子力潜水艦。スタージョン級原子力潜水艦の32番艦。艦名はアカグツやセミホウボウ、エイなど腹鰭が広い複数の魚の呼称であるバットフィッシュに因む。その名を持つ艦としてはバラオ級潜水艦26番艦(SS/AGSS-310)以来2隻目。

## 艦歴
バットフィッシュの建造は1968年6月25日にコネチカット州グロトンのジェネラル・ダイナミクス、エレクトリック・ボート社に発注される。1970年2月9日に起工し、1971年10月9日にアーサー・R・グラーラ夫人によって命名、進水し、1972年9月1日に艦長リチャード・E・エンケボル中佐の指揮下就役した。
1973年1月22日、バットフィッシュはサウスカロライナ州チャールストンで座礁した。タグボートによって牽引され、港に帰還したあと広範囲に損傷した艦底部の修理が行われた。
1978年3月2日、トーマス・エヴァンズ艦長指揮下のバットフィッシュはチャールストンを出航し、「イブニングスター」作戦と知られる77日間の哨戒に向かった。3月17日に北極圏から200マイルのノルウェー海北端部でソ連海軍のヤンキーII級原子力潜水艦を探知する。バットフィッシュはソ連艦の追跡を始め、どのような活動を行ったかの重要な情報を収集した。続く50日間に渡ってソ連艦はバットフィッシュを探知せず、バットフィッシュがソ連艦を見失ったのは2度のみであった。1度はひどい嵐の中であり、もう1度は漁船団が水上を通過したときであった。2度ともソ連艦はすぐ再発見できた。
ソ連側はジョン・アンソニー・ウォーカーが情報を提供するまでバットフィッシュがソ連艦を追跡していたことに気づかなかった（ウォーカーは1985年にスパイ活動容疑を認めた）。
バットフィッシュは1994年9月までチャールストンを母港として活動し、その後コネチカット州グロトンに移動、退役まで同港を拠点として活動した。
バットフィッシュは1999年3月17日に退役し、同日除籍された。その後ワシントン州ブレマートンで原子力艦再利用プログラムの下に解体が始まり、2002年11月22日に作業は完了した。